# Alexander Zschokke
Alexander Zschokke [´tscho.k(e)] (* 25. November 1894 in Basel; † 17. August 1981 ebenda) war ein Schweizer Bildhauer und Maler.

## Leben und Werk

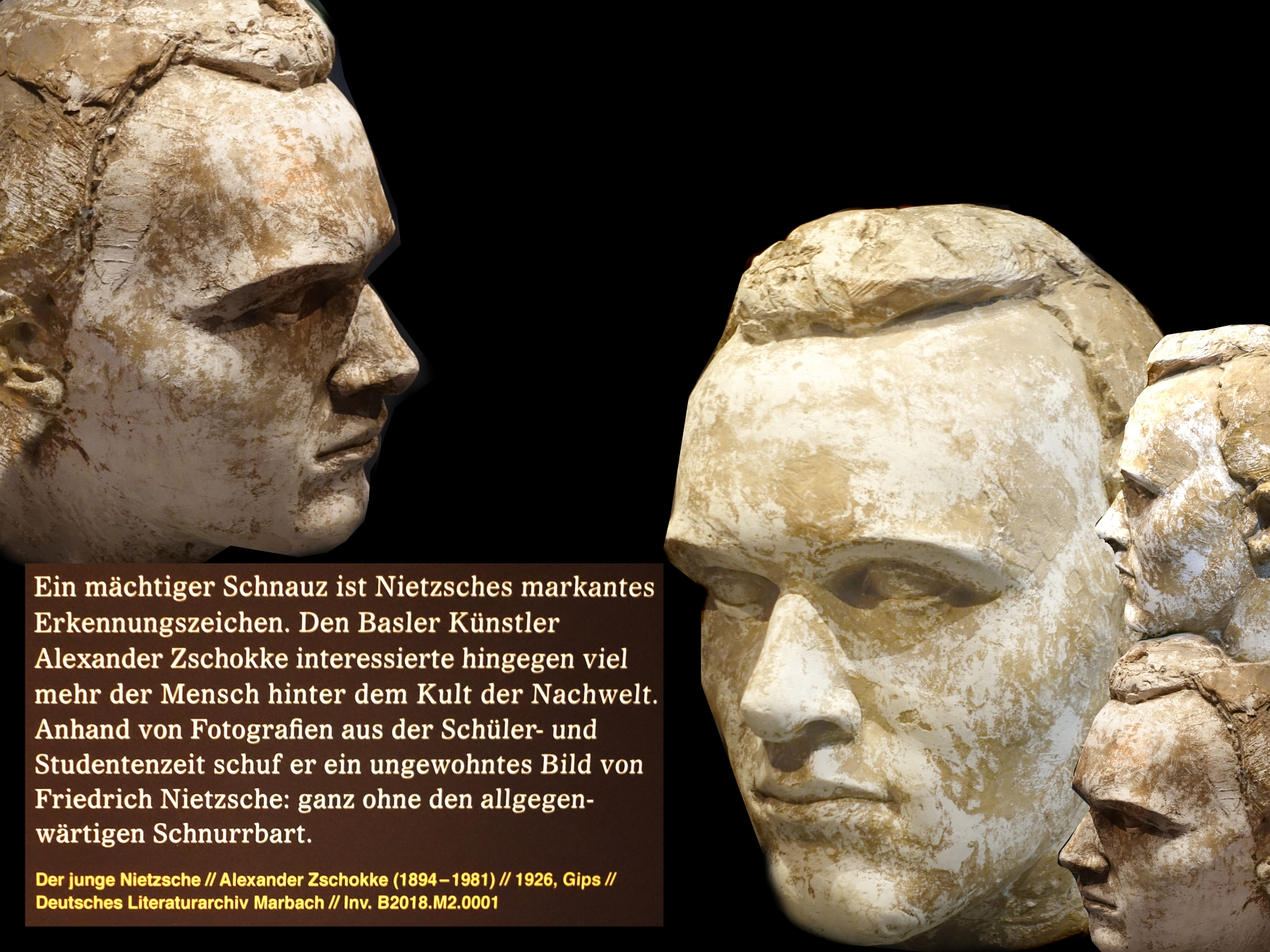
Friedrich-Nietzsche-Büste (1921)

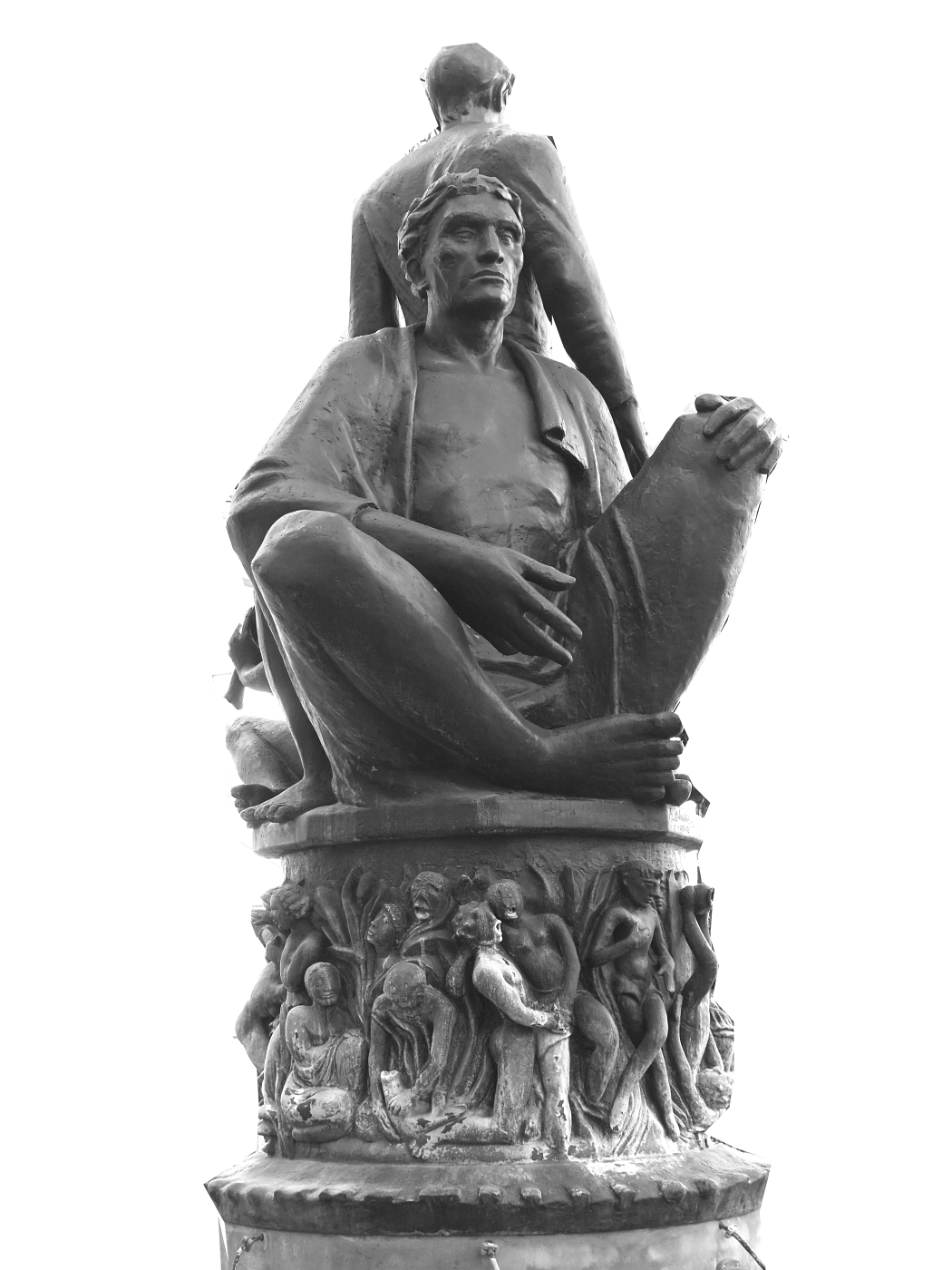
Drei-Lebensalter-Brunnen

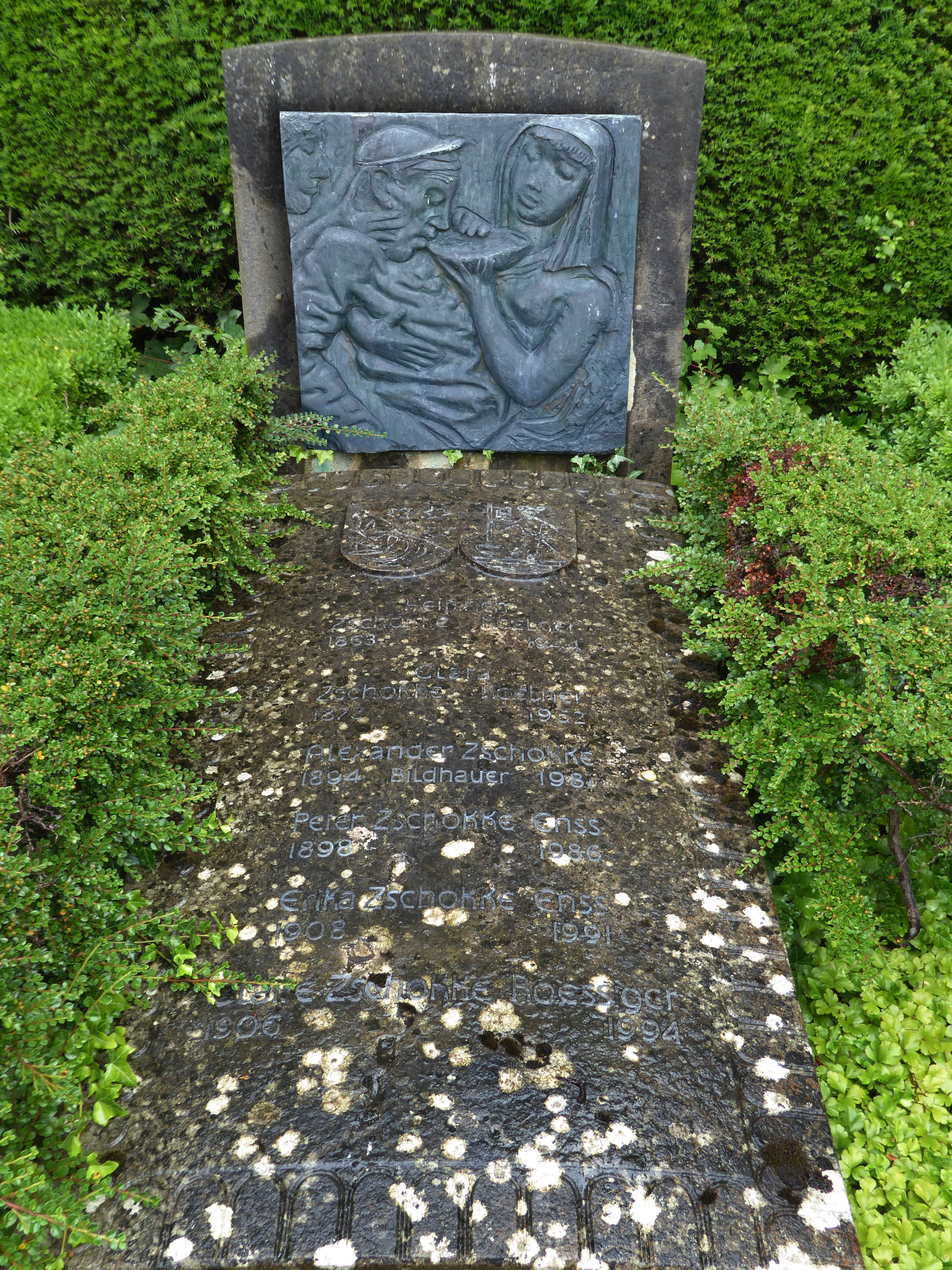
Familiengrab, Friedhof am Hörnli

Alexander Zschokke war ein Sohn des Farbenchemikers und Enkels von Heinrich Zschokke, Johann Heinrich Daniel Zschokke (1863–1944), und der Clara, geborene Koelner (* 7. Juli 1873; † 24. Juli 1952). Sie war eine Schwester des Pädagogen und Lokalhistorikers Paul Koelner.
Alexander Zschokkes Brüder waren der spätere Tierarzt Achilles Heinrich Zschokke (* 18. Juni 1893; † 29. Dezember 1971 in Grootfontein) und der spätere Jurist, Politiker und Mäzen Peter Zschokke. Ihre Schwester Gertrud Susanne Clara Zschokke (1896–1973) heiratete 1923 Ernst Aeppli.
Zschokke zog 1913 für das Architekturstudium nach München und befreundete sich mit dem Maler Niklaus Stoecklin. Für die Rekrutenschule mit anschliessendem Aktivdienst kehrte er 1914 in die Schweiz zurück. Während des Diensturlaubs nahm Zschokke mit Niklaus Stoecklin, Albert Müller und Fritz Baumann für vier Wochen Malunterricht bei Heinrich Müller und trat der im gleichen Jahr gegründeten Basler Künstlergruppe «Das Neue Leben» bei.
Zschokke schuf ab 1912 130 Gemälde, in denen sich sowohl die dunkeltonige Tradition als auch kubistische Aneignungen widerspiegeln. Von 1915 bis 1918 arbeitete er in seinen militärischen Urlaubswochen als Maler in Basel, Genf und Zürich. In Zürich trat er in Kontakt mit den dort lebenden Dadaisten und lernte in Ascona Alexej von Jawlensky kennen. 1918 stellte er erstmals zahlreiche seiner Werke und Gemälde mit der Basler Künstlergruppe «Das Neue Leben» im Kunstsalon Wolfsberg in Zürich aus.
1919 wurde er nach Berlin eingeladen und hatte Kontakt zur Künstlergruppe «Die Brücke». In Berlin wechselte er zum Studium der Bildhauerei und mietete sich im Atelier von Bildhauer Ludwig Thormaehlen ein. Beide schufen gegenseitig Plastiken von sich selbst, die heute auch in Marburg zu finden sind. In der deutschen Metropole freundete er sich u. a. mit Stefan George und dem Künstler Martin Alfred Christ an. Es folgten Reisen nach Italien, Griechenland und Paris. Zschokke war Mitglied im Deutschen Künstlerbund.
1922 stellte er seine Werke in Magdeburg aus. 1928 erfolgte der künstlerische Durchbruch durch seine antike Modi variierenden Bildnisplastiken, zu denen eine Reihe von Porträtköpfen expressionistischer Künstler gehört (Heinrich Campendonk, Erich Heckel, Paul Klee, Otto Mueller, Christian Rohlfs). Ebenso schuf Zschokke die Büsten berühmter Persönlichkeiten wie Ludwig Justi, Friedrich Nietzsche und Jakob Wackernagel.
Ein ganzer Zyklus von Kopfstudien ist dem von Zschokke verehrten Dichter Stefan George gewidmet. Zudem ist George als die zwischen 1935 und 1941 entstandene Sitzfigur der Brunnenplastik Drei Lebensalter abgebildet. Der Brunnen befindet sich neben dem Kunstmuseum Basel.
Zschokke leitete von 1931 bis 1937 eine Bildhauerklasse der Kunstakademie in Düsseldorf und wurde dort am 12. Juli 1937 zum Ehrenmitglied ernannt. Maria Fuss, Hans Kindermann und Kurt Zimmermann waren Meisterschüler von Zschokke. Ab 1933 war Zschokke Mitglied der Reichskammer der bildenden Künste. Für die Zeit des Nationalsozialismus ist bis 1937 seine Teilnahme an sechs großen Ausstellungen in Deutschland sicher belegt.
Da er im selben Jahr von den Nationalsozialisten aus seinem Lehramt an der Kunstakademie vertrieben wurde, zog er wieder nach Basel.
Für die Kurbrunnenanlage in Rheinfelden schuf Zschokke 1934 eine Brunnenskulptur der heiligen Maria Magdalena, die in der damaligen Trinkanlage aufgestellt wurde. Walter von Ruckteschell schuf die zweite Brunnenskulptur des heiligen Franziskus. Beide Skulpturen stehen heute in der Eingangshalle des Kurbrunnen-Gebäudes. Victor Surbek schuf für die Trinkhalle das grosse Wandgemälde Vier Jahreszeiten.
Viele von Zschokkes Werken sind im öffentlichen Raum in Basel zu sehen. Einige befinden sich auf dem Friedhof am Hörnli. Seinen ersten grösseren Auftrag, die Brunnenplastik Drei Lebensalter, erhielt er vom kantonalen Basler Baudepartement, sie wurde 1942 fertiggestellt.
1955 schuf Zschokke für Johann Rudolf Wettstein den Gedenkbrunnen / Wettsteinbrunnen in Kleinbasel. Neben Willy Hege, Peter Moilliet, Jakob Probst, Louis Léon Weber, Heinz Fiorese und Adolf Weisskopf wurde er für einen Wettbewerb des Kunstkredits Basel-Stadt eingeladen, und wie viele andere Werke von Zschokke ging diese Brunnenskulptur als Sieger hervor. Zudem erhielt er im gleichen Jahr den Kunstpreis der Stadt Basel. 1965 schuf er das Denkmal für Albert Schweitzer in Schaffhausen.
Alexander Zschokke war mit der Fotografin Claire Roessiger (1906–1994) verheiratet, die auch seine Werke fotografierte. Ihre Tochter ist Petra Zschokke. Zschokke und seine Ehefrau fanden im Familiengrab auf dem Friedhof am Hörnli ihre letzte Ruhestätte.
Auf Initiative von Marc de Puechredon eröffnete 2010 die Familie Zschokke den «Skulpturengarten Alexander Zschokke» im Basler Gellert.

## Werke (Auswahl)
- Nietzsche-Büste, Öffentliche Kunstsammlungen (Basel)
- Konrad-Adenauer-Kopfbildnis, Wallraf-Richartz-Museum (Köln)
- Ernst Kantorowicz, Bronze-Portrait[14]
- 1927: Immermann-Gedenktafel, Magdeburg
- 1937: Mausoleum Familie Klöckner, Friedhof Duisburg[15]
- 1937: Saul, David und Hund, Henric-Petri-Strasse, Basel und in Trasadingen, Dorfstrasse, vor ehemaliger Wirtschaft «Haumesser»[16]; in Anlehnung an Max Beckmann: Der König
- 1937: Fischer[17] und Matrose (verschollen),[18] zwei von zwölf Skulpturen der Gruppe Die Ständischen zur Reichsausstellung Schaffendes Volk im Nordpark Düsseldorf
- 1937–1942: Drei Lebensalter, Brunnenplastik oder Zschokke-Brunnen, Kunstmuseum Basel
- 1938: Fassadenskulptur, Hilfe, Leonhardsgraben 38, Basel
- 1938: Der Märchenprinz, Brunnenplastik, Gottfried Keller Schulhaus, Basel
- 1952: Fährimann, Rathaus Aarau[19]
- 1952: Mutter und Kind, Skulptur-Relief, Höhe 300 cm, Eingang UBS, St. Alban-Graben, Basel
- 1954: Christopherus, Basler Transportgesellschaft
- 1958: Chiron, Brunnenplastik, Kantonsschule, Chur
- 1961: Weinlese, Fassadenrelief, Gemeindehaus Riehen
- 1962: Rudolf-Riggenbach-Skulptur im Museum Kleines Klingental, Basel
- 1967: Artisten auf dem Schwebebalken, Robersten-Schulhaus, Rheinfelden

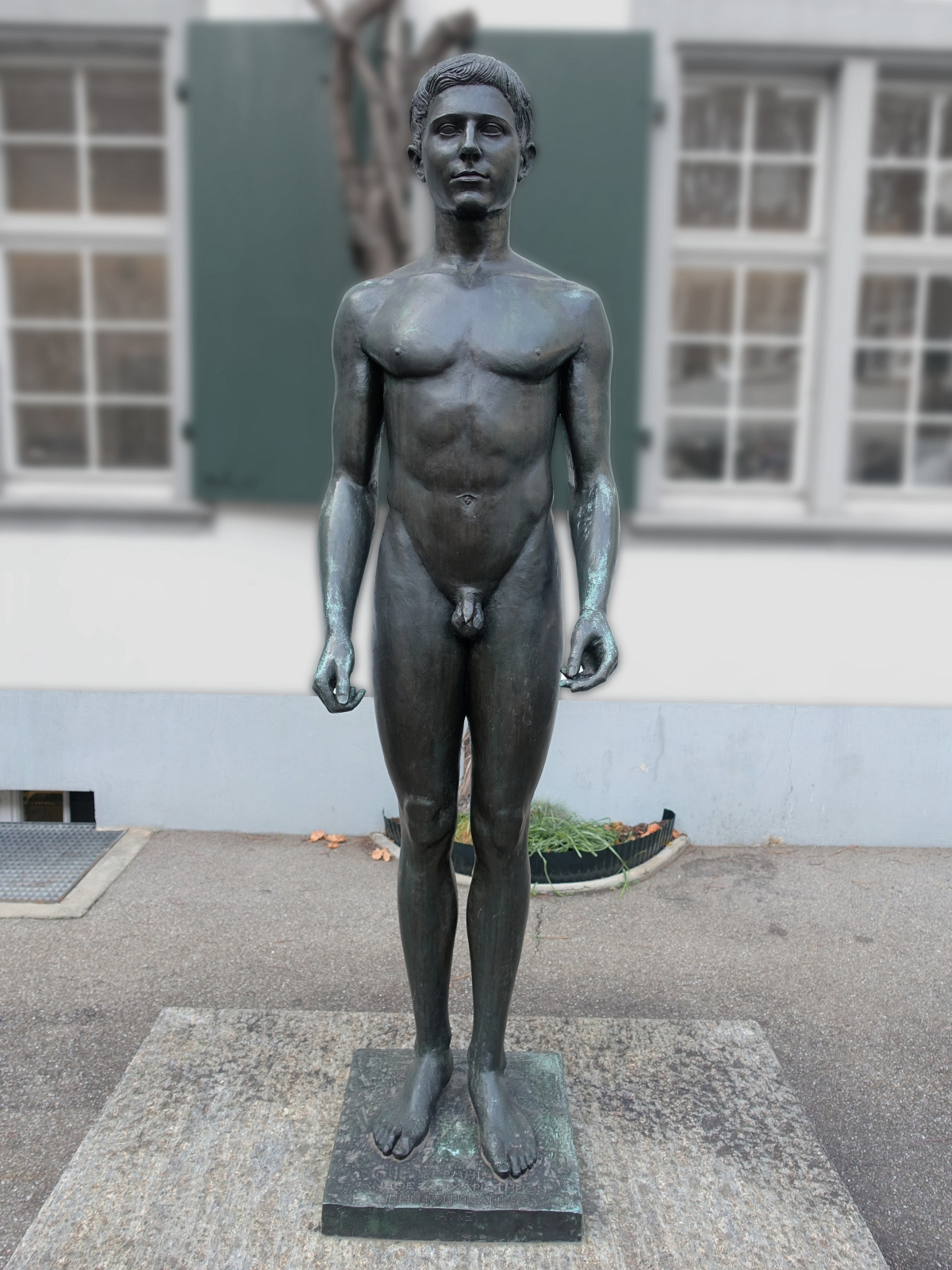
Jünglingsfigur 1925, Humanistisches Gymnasium
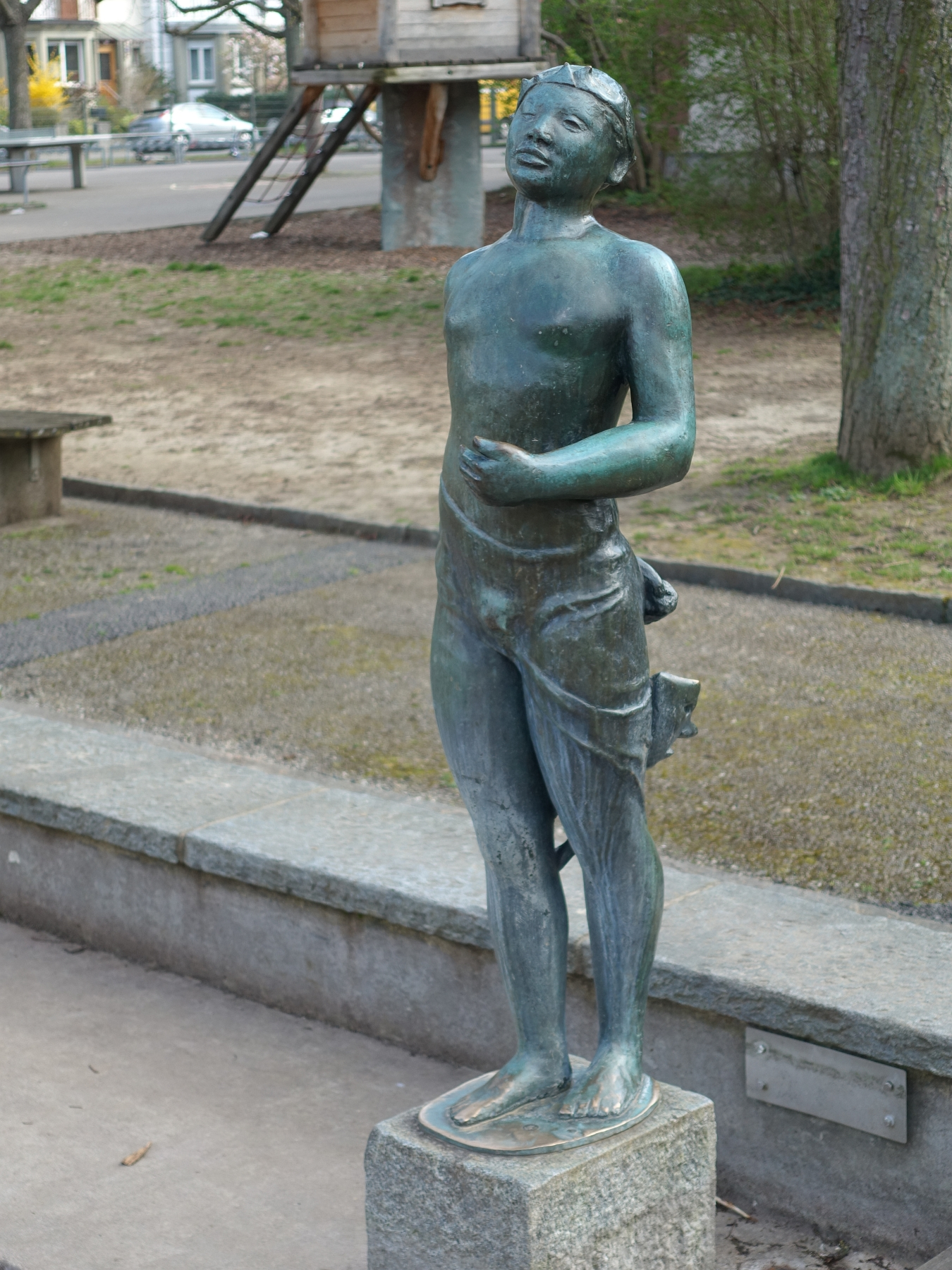
Märchenprinz 1932, Gottfried Keller Schulhaus
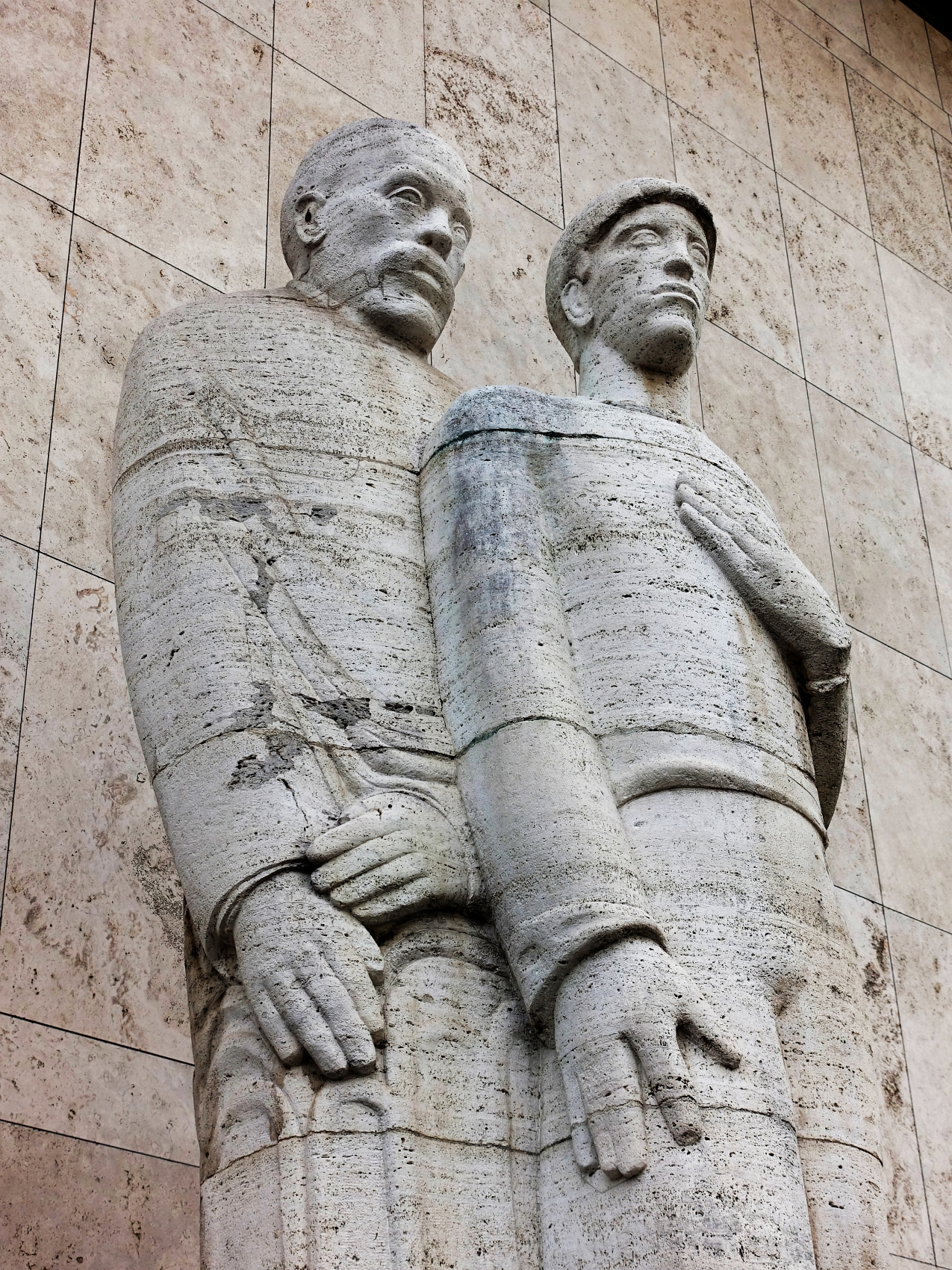
Lehrer und Schüler 1944, Petersplatz 1
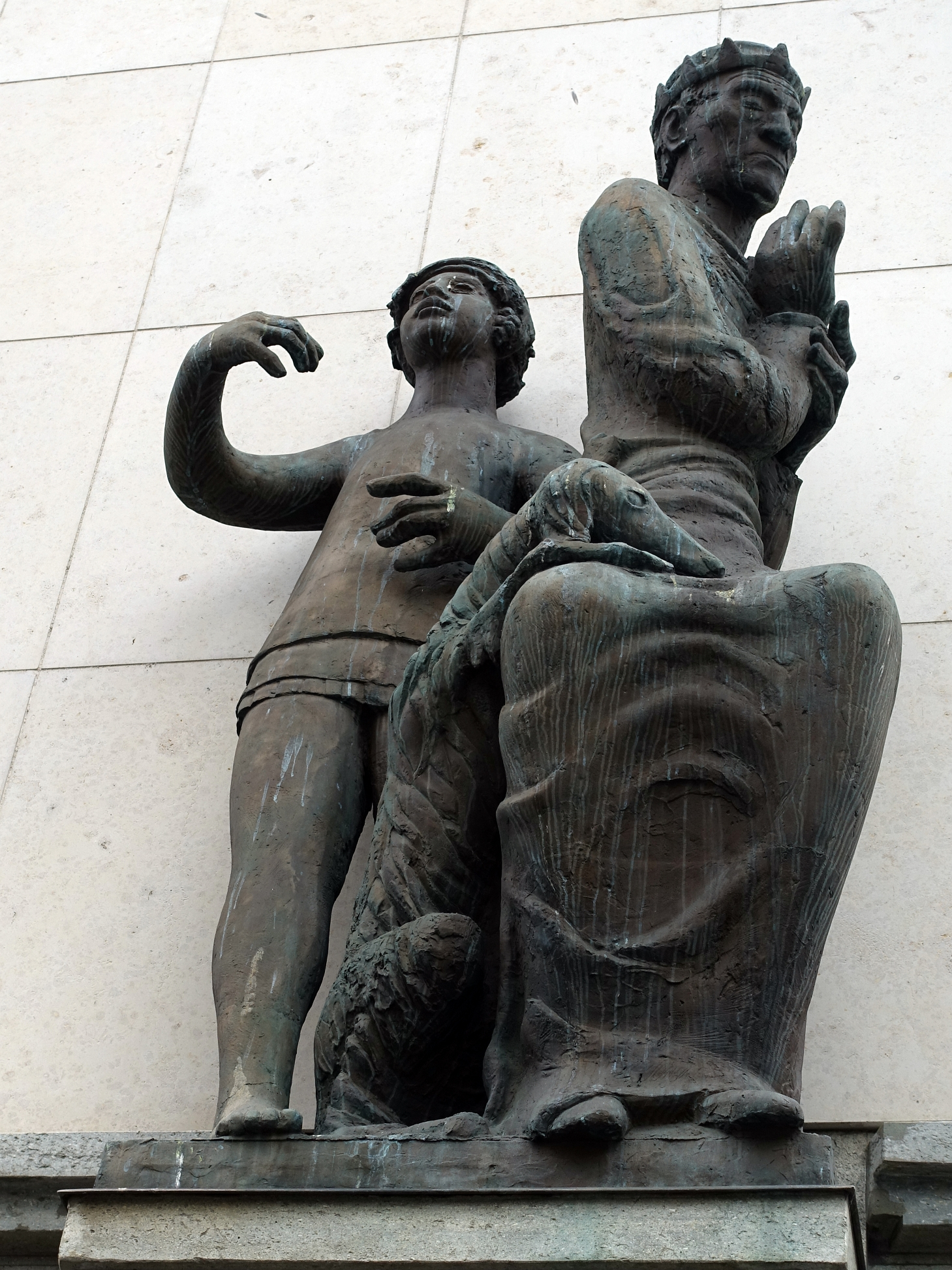
Saul und David mit Hund 1949, Henric-Petri-Strasse 6
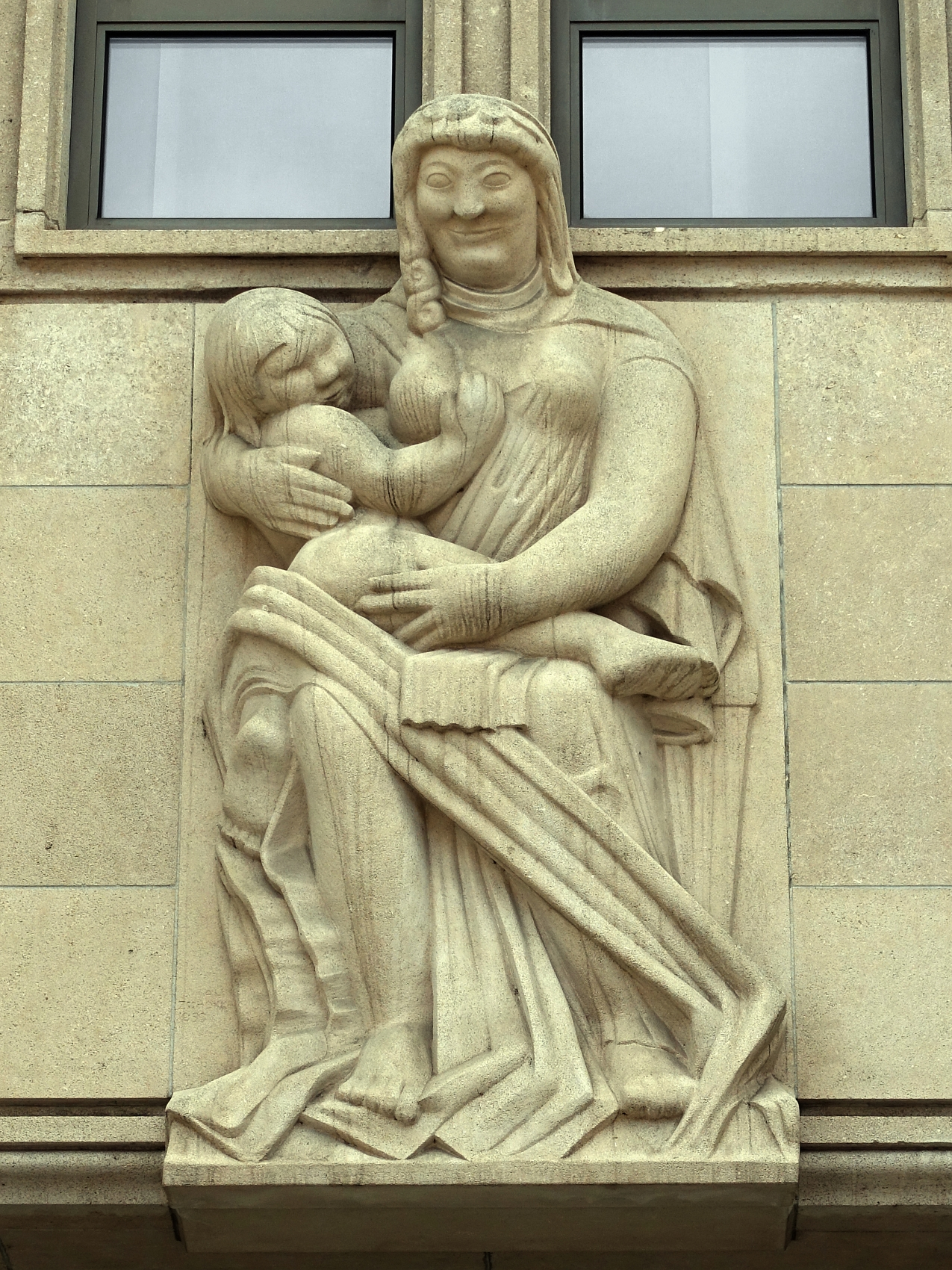
Mutter und Kind 1952, St.-Albangraben 6
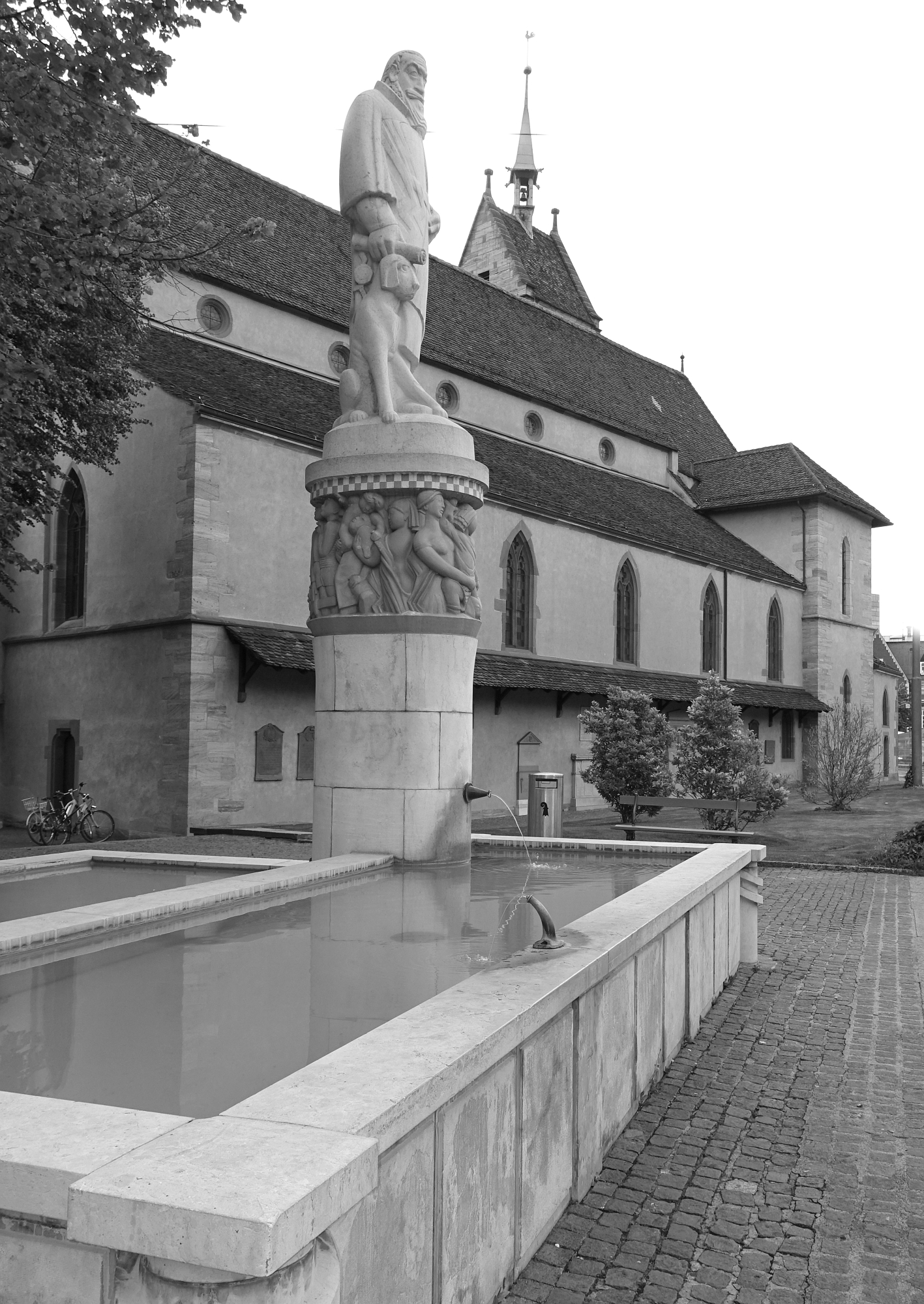
Wettsteinbrunnen (1950–1955), Theodorskirche